# آرون سينغ
آرون سينغ (16 نوفمبر 1975 بدلهي في الهند - ) هو لاعب كريكت هندي.

## وصلات خارجية
- آرون سينغ على موقع إي آس بي آن كريك إنفو (الإنجليزية)